# Studenci (film 1995)
Studenci – amerykański film obyczajowy z 1995 roku.

## Główne role
- Omar Epps – Malik Williams
- Kristy Swanson – Kristen Connor
- Michael Rapaport – Remy
- Jennifer Connelly – Taryn
- Ice Cube – Fudge
- Jason Wiles – Wayne
- Tyra Banks – Deja
- Cole Hauser – Scott Moss
- Laurence Fishburne – Profesor Maurice Phipps
- Bradford English – Oficer Bradley
- Regina King – Monet
- Busta Rhymes – Dreads
- Jay R. Ferguson – Billy
- Andrew Bryniarski – Knocko
- Trevor St. John – James
- Talbert Morton – Erik
- Adam Goldberg – David Isaacs
- J. Trevor Edmond – Eddie
- Bridgette Wilson – Nicole
- Kari Wuhrer – Claudia
- John Walton Smith Jr. – Trener Davis
- Randall Batinkoff – Chad Shadowhill
- Malcolm Norrington – Cory
- Antonio Lewis Todd – Adam

## Fabuła
Na uniwersytecie Columbia zaczyna się nowy rok akademicki. Studenci szybko odkrywają, że ideały wpajane na wykładach nie mają nic wspólnego z rzeczywistością: czarni walczą ze skinami. Miejscem wojny staje się kampus uniwersytecki, a wszyscy walczą przeciw wszystkim. Jedynym sprawiedliwym w tej walce jest sportowiec Malik Williams.